# Ángel Moisés
Ángel Moisés Grande y Sánchez-Guerra (circa ¿1900? - d. de 1968) fue un periodista , escritor y crítico teatral español del siglo XX que usó como crítico taurino el pseudónimo de Alamares, (también empleado por Adolfo Luna y otros).

## Biografía
Era hijo de Zacarías Grande Rodríguez y de María Salvador Gorjón. Al comienzo de la década de los veinte escribió diversas novelas que publicó en Salamanca y, aficionado a las policíacas, tradujo luego algunas en los años cuarenta, aunque quizá sean suyas bajo pseudónimo. Fue crítico taurino del diario La Noticia con el pseudónimo "Alamares" y se casó en 1932 con la donostiarra Mercedes Millán Zugaire. Junto con otros escritores taurómacos dedicó una monografía al torero Vicente Barrera: Una figura cumbre del toreo contemporáneo, Vicente Barrera (1934). Tras la Guerra Civil, sus trabajos periodísticos le valieron sufrir prisión por parte de los franquistas y, liberado, ejerció la crítica teatral en Radio Nacional de España, a través del programa El teatro al día. Luego reunió estas entrevistas, charlas, críticas y diversas anécdotas en El libro del teatro (Madrid: Gráficas Casado, 1947) y El teatro al día (íd.) y publicó algunas otras novelas.

## Obras

### Narrativa
- La risa del enamorado: ensayo de novela, Salamanca, Editorial Salmantina S. A., 1921.
- Aquellos amores: Novela Salamanca, [s.n.], 1926.
- Sor María de las Mercedes: Novela, Salamanca, 1926.
- De seda y oro: novela, Salamanca, 1926.
- El abrigo de garras. Madrid: Imp. RAM, 1966.
- El diario de Kina Linner (novela de amor y de traición); Diez poemas en prosa; y, Leyenda de la Virgen blanca, Madrid, Imprenta Samarán, 1968.

### Traducciones
- Trad. de Robert Thomasson, El último minuto: novela policiaca, 1943.
- Trad. de Charles Robert-Dumas, Homicidio con sordina: novela policiaca, original,  Madrid: Ediciones Marisal, 1943.

### Crítica teatral
- El libro del teatro, Madrid: Gráficas Casado, 1947.
- Última hora de actualidad en Radio Nacional de España. El teatro al día (30 charlas radiofónmicas, 40 juicios críticos, 80 autores hablan, 100 artistas, 200 dibujos y caricaturas de Asirio, Bin, Córdoba, Cronos, Dávila, Freno, Garcíagil, Marín, Menéndez Chacón, Sanchidrián, Savoi, Serny, Ugalde, Usa y otros. Prólogo gráfico (y manuscrito) de Enrique Jardiel Poncela. Madrid: Tall. Marsiega, 1946

### Tauromaquia
- ... y otros, Una figura cumbre del toreo contemporáneo, Vicente Barrera (1934).